# Sampson Clay
Sampson Clay (1901 - 1980 ) fue un botánico inglés.

## Algunas publicaciones
- 1954. The Present-Day Rock Garden. Being a Complementary volume to Farrer's "English Rock Garden". Thomas Nelson, 1954. 1.ª ed. reimpresa. 8.º xxiv + 680 pp. 56 planchas b/n.

## Honores

### Epónimos
- (Malvaceae) Hibiscus clayii O.Deg. & I.Deg.[1]
- La abreviatura «S.Clay» se emplea para indicar a Sampson Clay como autoridad en la descripción y clasificación científica de los vegetales.[2]

## Fuente
- Kent, dh; de Allen. 1984. British and Irish Herbaria. Londres